# Манхва
Манхва́ (кор. 만화?, 漫畵? [ˈmanɦwa]) — корейские комиксы. Термин означает также анимационные мультфильмы, карикатуру, а за пределами Кореи обычно употребляется для обозначения исключительно корейских комиксов.

## Общая информация
Корейская манхва очень похожа на японскую мангу и китайскую маньхуа. Они имеют много общих черт, но каждая обладает собственными особенностями: текст и графика согласуются с культурой и историей соответствующих стран. Манхва находилась под влиянием тяжёлой новейшей истории Кореи, это повлияло на многообразие форм и жанров. Отталкиваясь от основного течения, копирующего особенности манги, манхва развилась до авторских мини-историй, графически ориентированных работ и манхва-сериалов, распространяемых через интернет. На данный момент длинные сериалы интернет-манхвы на специальных порталах (например Media Daum) и личных страничках являются популярным ресурсом среди молодого поколения Южной Кореи.
Под манхвой обычно подразумеваются комиксы Южной Кореи, однако существуют и комиксы Северной Кореи.
Манхва читается в том же направлении, что и книги на русском языке — горизонтально слева направо, так как текст на хангыле обычно пишется именно так, хотя иногда он может быть записан так же как японский и китайский — вертикально справа налево. Оба варианта читаются сверху вниз.
В отличие от Японии, анимация, основанная на манхве, в Республике Корее всё ещё редка (несколько заметных хитов в конце 80-х и начале 90-х — Dooly the Little Dinosaur и Fly! Superboard). Однако, манхва в последние годы часто экранизируется в телесериалы и фильмы: Full House (2004) и Goong (2006) — примеры лучших телесериалов такого рода за последнее время.

## Классификация манхвы
- мённан манхва (кор. 명랑만화 (明朗漫畵)) [Myeongrang manhwa] — эквивалент кодомо или юмористической манги для любого возраста.
- сонён манхва (кор. 소년만화 (少年漫畵)) [Sonyeon manhwa] — эквивалент сёнэна.
- сунджон манхва (кор. 순정만화 (純情漫畵)) [Sunjeong manhwa] — эквивалент сёдзё (букв. о чистых чувствах).
- чхоннён манхва (кор. 청년만화 (青年漫畵)) [Cheongnyeon manhwa] — эквивалент сэйнэна.
- манмун манхва (кор. 만문만화 (滿文漫畵)) [Manmun manhwa] — политическая манхва.
- ттакчи манхва (кор. 딱지만화) [Ttakji manhwa] — приключенческая манхва, в которой сюжет развивается на западе.

## Южнокорейские издатели манхвы
- Daiwon C.I.[3]
- Haksan Publishing
- Seoul Culture Corporation
- Comics Today
- eComiX
- GCK Book
- Kkonnim
- Middle House
- Ruvall Books
- Samyang Publishing
- Sigongsa

## Издатели манхвы на других языках

### Английский
- A.D. Vision
- Chuang Yi
- CMX
- CPM Manga
- DramaQueen
- ICEkunion
- Infinity Studios
- NETCOMICS
- TOKYOPOP
- Dark Horse Comics

### Испанский
- La Cúpula
- Norma Editorial

### Португальский
- Conrad Editora
- Lumus Editora

### Русский
- Фабрика комиксов
- Комикс-Арт
- Истари комикс[4]
- Alt Graph

### Французский
- Éditions Tokebi
- Saphira
- Kana
- Pika Édition
- Génération comics
- Asuka
- Soleil
- bdpaquet
- Casterman

### Японский
- Ohzora Publishing
- Shinchosha
- Shogakukan
- Square Enix

## Известные наименования
- The Breaker (Крушитель)
- Невеста речного бога
- Model
- Кафе «Таро»
- Дневник демона
- Повелитель призраков (Blade of the Master)
- Невеста дьявола
- Йоу в квадрате
- Redrum 327
- Лунный мальчик
- Рыцарь Королевы
- Пылающий ад
- Охотник на ведьм
- Юная Королева Джун
- Masca
- Evyione
- Noblesse
- Время Героев: Ветер Солтии (Юн Вон Сик)
- Killing Stalking (Убить сталкера)
- Solo Leveling (Поднятие уровня в одиночку)
- Omniscient-readers-viewpoint (Точка зрения всеведущего читателя)
- Ублюдок
- Милый дом
- Истинная красота  * Джинкс

### Информационные сайты о манхве
- «Понимание манхвы»: история, культура, рекомендации (англ.)
- Коллекция манхвы (마왕일기) (кор.)

### Студии
- Сообщество анимации и комиксов Кореи (кор.)
- Анимационный центр Сеула (кор.)